# Episodi di Police Surgeon
La prima e unica stagione della serie televisiva Police Surgeon è andata in onda nel Regno Unito dal 10 settembre 1960 al 3 dicembre 1960 sulla Independent Television.
| nº | Titolo originale       | Prima TV UK       |
| -- | ---------------------- | ----------------- |
| 1  | Easy Money             | 10 settembre 1960 |
| 2  | Under the Influence    | 17 settembre 1960 |
| 3  | Lag on the Run         | 24 settembre 1960 |
| 4  | Smash But No Grab      | 1º ottobre 1960   |
| 5  | Wilful Neglect         | 8 ottobre 1960    |
| 6  | Diplomatic Immunity    | 15 ottobre 1960   |
| 7  | A Home of Her Own      | 22 ottobre 1960   |
| 8  | You Won't Feel a Thing | 29 ottobre 1960   |
| 9  | Sunday Morning Story   | 5 novembre 1960   |
| 10 | Three's a Crowd        | 12 novembre 1960  |
| 11 | Man Overboard          | 19 novembre 1960  |
| 12 | Operation Mangle       | 26 novembre 1960  |
| 13 | The Bigger They Are    | 3 dicembre 1960   |

## Easy Money
- Prima televisiva: 10 settembre 1960
- Diretto da: John Knight
- Scritto da: Julian Bond

### Trama
- Guest star: Alister Williamson (sergente Manning), Joseph Tomelty (Murphy), Diana Kennedy (agente Collins), Robert Russell (agente Johnson), Michael Crawford (Jim Clark), Edmond Bennett (Cafe Proprietor), Robin Wentworth (ispettore Bryant), Keith Goodman (uomo del CID), James Garrett (Teddy Boy), Anthony Ashdown (Teddy Boy), Anthony Foyle (Teddy Boy), Blaise Wyndham (vecchio), David Stuart (agente Rowan)

## Under the Influence
- Prima televisiva: 17 settembre 1960
- Diretto da: Don Leaver
- Scritto da: Julian Bond

### Trama
- Guest star: Heron Carvic (Defence Barrister), John Rae (Sessions Judge), Bernard Archard (Hector Drew), David Horne (Sir Henry Burton), Denis Cowles (impiegato di corte), Malcolm Watson (Usher), Leslie Perrins (Prosecution Barrister), Howard Daley (agente Thomson), Norman Chappell (rappresentante giuria)

## Lag on the Run
- Prima televisiva: 24 settembre 1960
- Diretto da: Don Leaver
- Scritto da: Julian Bond

### Trama
- Guest star: Howard Daley (agente Thomson), Rita Webb (Mrs Biggs), Patsy Smart (Mrs Dews), Ingrid Hafner (Amanda Gibbs), John Bosch (bambino), Janet Davies (Welsh Woman), Harry H Corbett (George Drake)

## Smash But No Grab
- Prima televisiva: 1º ottobre 1960
- Diretto da: Don Leaver
- Scritto da: Julian Bond

### Trama
- Guest star: Neil Wilson (agente Grayson), Howard Daley (agente Thomson), Rosemary Leach (constable della polizia), Joyce Heron (Sally Hughes), Geoffrey Palmer (Peter Hughes)

## Wilful Neglect
- Prima televisiva: 8 ottobre 1960
- Diretto da: Don Leaver
- Scritto da: Peter Yeldham

### Trama
- Guest star: Paul Castaldini (Paul), Oliver Freeman (Tommy), Ilona Ference (Mrs Pratt), Arthur Hewlett (Willington), Hazel Hughes (Jean Davis), David Grey (Casualty Officer), Michael Hawkins (Sterling), Robert Russell (agente Johnson), Josephine Price (Judy), John Murray Scott (Wanslow), Patience Collier (Miss Carver), Nigel Stock (Harry Davis)

## Diplomatic Immunity
- Prima televisiva: 15 ottobre 1960
- Diretto da: Don Leaver
- Scritto da: Julian Bond

### Trama
- Guest star: Howard Daley (agente Thomson)

## A Home of Her Own
- Prima televisiva: 22 ottobre 1960
- Diretto da: Don Leaver
- Scritto da: Bill MacIlwraith

### Trama
- Guest star: Charles Farrell (Porter), Patricia Mort (infermiera), Donald Morley (George Lamond), Pamela Alan (Alice Lamond), Jane Eccles (Mrs Lamond)

## You Won't Feel a Thing
- Prima televisiva: 29 ottobre 1960
- Diretto da: Robert Hartford Davis
- Scritto da: Julian Bond

### Trama
- Guest star: Ann Gow (poliziotta), Verne Morgan (Burlinson), Katherine Parr (Mrs Graham), Mavis Ranson (Helen Graham), Doug Robinson (Man in Boiler), Patricia Mort (infermiera), Charles Houston (lavoratore), Norman Mitchell (lavoratore), Barry Keegan (caposquadra), Ivor Salter (agente Robinson)

## Sunday Morning Story
- Prima televisiva: 5 novembre 1960
- Diretto da: Don Leaver
- Scritto da: Julian Bond

### Trama
- Guest star: Edward Malin (Howard), Victor Charrington (Ambulance Man), Terence Knapp (Ron Peters), Jean Anderson (Miss Pears), Michael Harrison (medico legale), Robert Pitt (constable della polizia), Donald Churchill (agente Jordan)

## Three's a Crowd
- Prima televisiva: 12 novembre 1960
- Diretto da: Don Leaver
- Scritto da: Julian Bond

### Trama
- Guest star: Maureen O'Reilly (Kathy Baker), Leslie Wright (sergente), Percy Herbert (Tom Baker), Audrey Muir (agente Robbins), Elizabeth Begley (Mrs Carroll)

## Man Overboard
- Prima televisiva: 19 novembre 1960
- Diretto da: Guy Verney
- Scritto da: Bill MacIlwraith

### Trama
- Guest star: Helen Lindsay (Mrs Hazel Perkins), Michael Malnick (John Masters), Ann Castle (Miss Perkins), Frank Gatliff (Det-Insp Matthews), Leslie Wright (sergente), Reginald Smith (custode), Barry Letts (Mr Wallace)

## Operation Mangle
- Prima televisiva: 26 novembre 1960
- Diretto da: James Ormerod
- Scritto da: W.F. Woodlands

### Trama
- Guest star: Michael Logan (Landlord), Kenneth Nash (Jimmy Bates), Edna Petrie (Alice Bates), Lucy Griffiths (Agnes Kitchener), Iris Vandeleur (Mrs Butcher), Robert Ford (Fred Kitchener), Robert Buckland (lavoratore), Philip Holles (Mr Jepson), Max Miradin (Bert French), Angela Crow (Kathy Bates), Dudley Foster (George Bates)

## The Bigger They Are
- Prima televisiva: 3 dicembre 1960
- Diretto da: Don Leaver
- Scritto da: Richard Harris

### Trama
- Guest star: Basil Beale (Plain Clothes Police Officer), Michael Hawkins (Mobile Police Officer), Neil Wilson (agente Grayson), James Culliford (West), John Gayford (Vigile del fuoco), Gerald Turner (poliziotto in moto), Blaise Wyndham (Guardia notturna), David Lander (Stern)